# Leucocrinum montanum

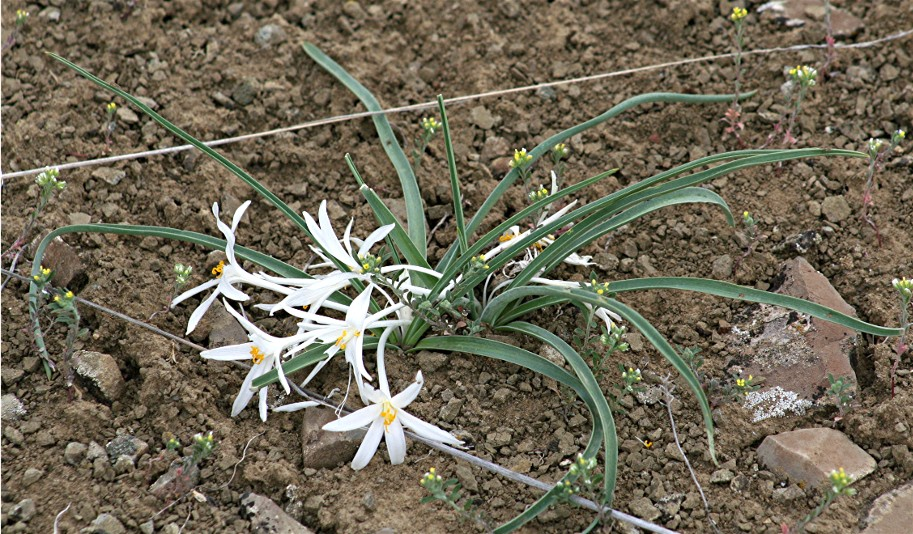
Pokrój

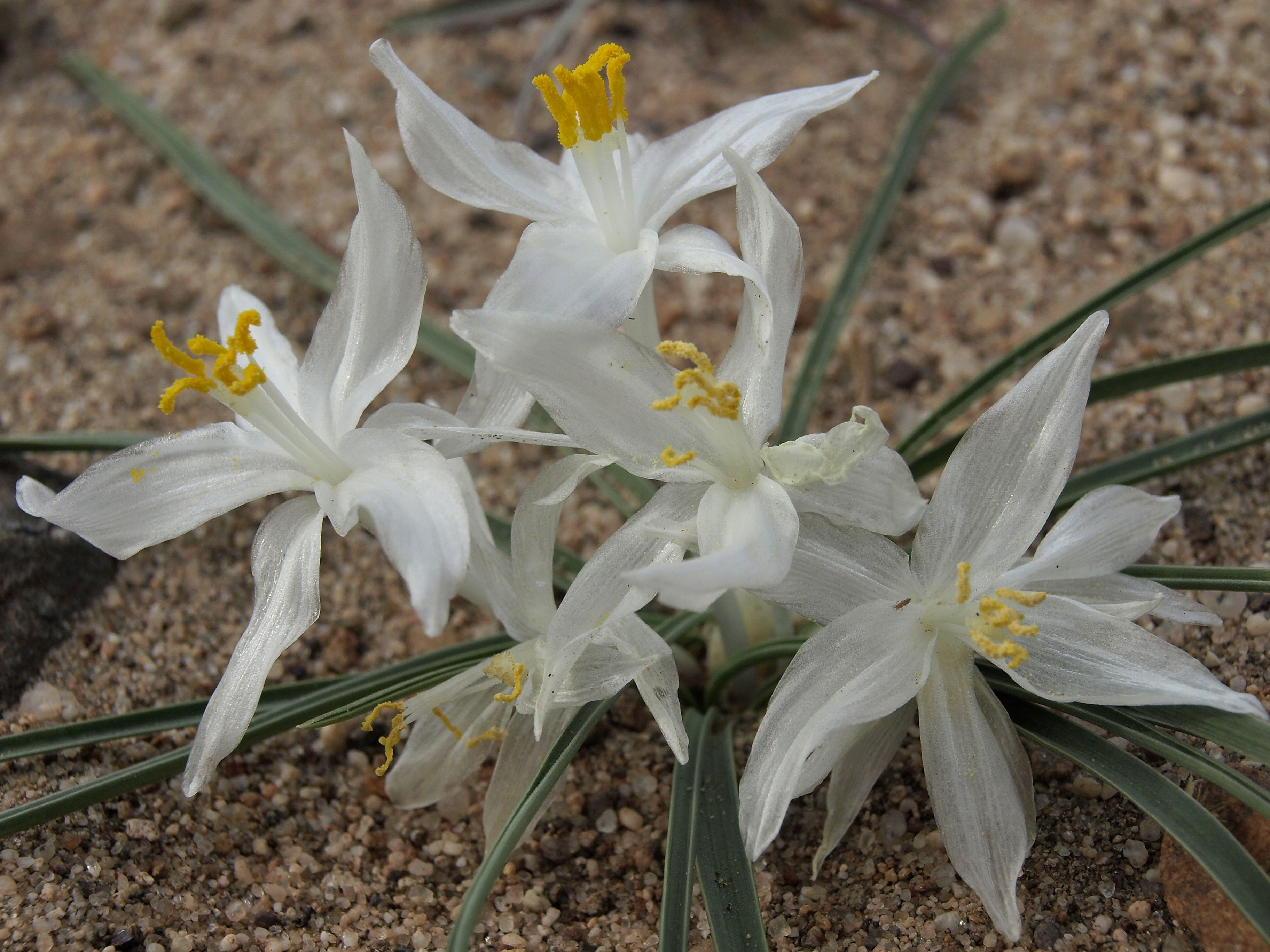
Kwiaty

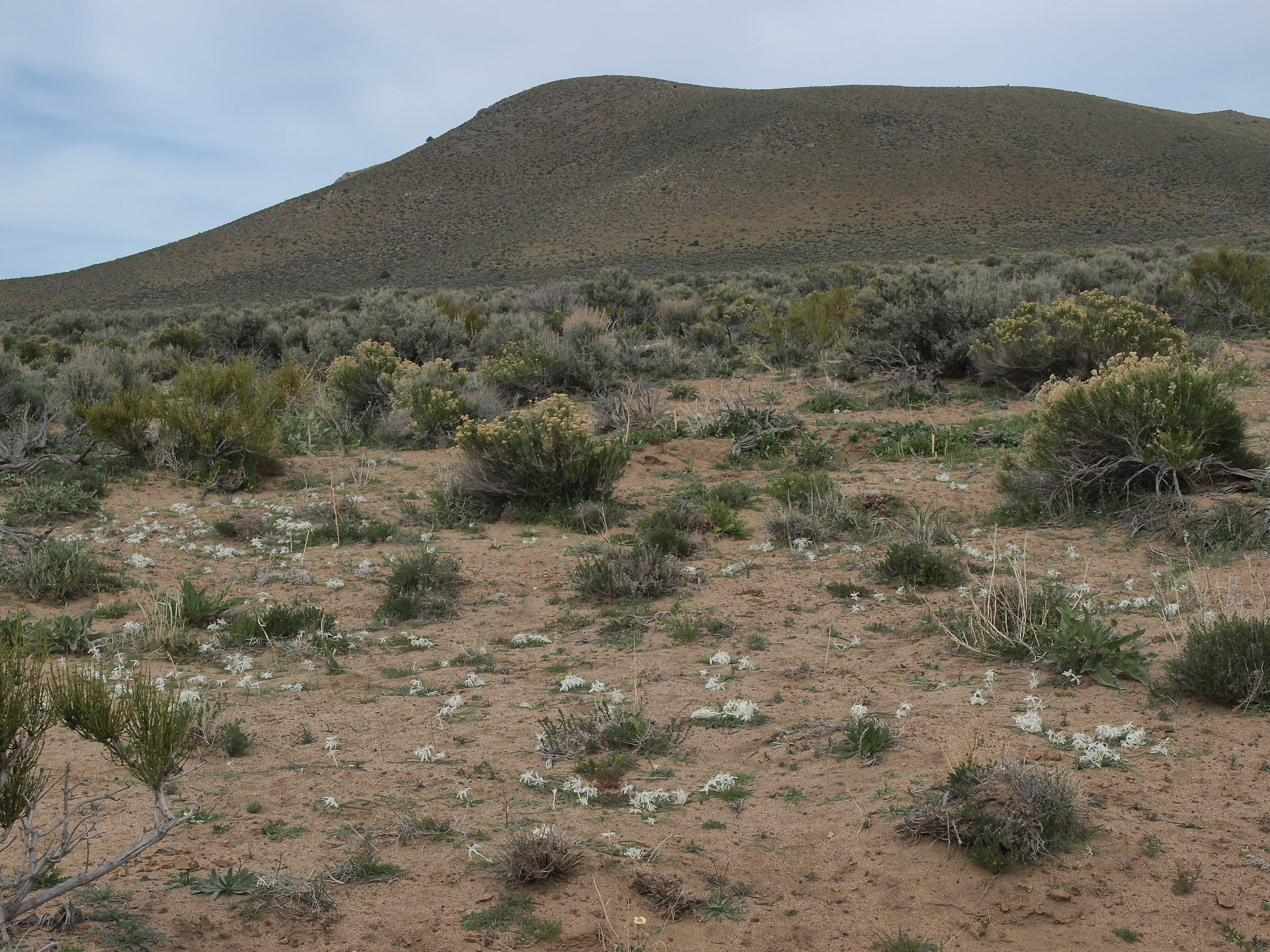
Siedlisko

Leucocrinum montanum Nutt. ex A.Gray – gatunek rośliny z monotypowego rodzaju Leucocrinum Nutt. ex A.Gray z rodziny szparagowatych. Występuje w zachodnich Stanach Zjednoczonych Ameryki Północnej.
Nazwa naukowa rodzaju pochodzi od greckich słów λευκός (leukos – biały) i κρίνος (krinos – lilia). Epitet gatunkowy po łacinie oznacza górzysty, odnoszący się do gór.

## Morfologia
PokrójWieloletnie, bezłodygowe rośliny zielne o wysokości 5–10 cm.
PędKrótkie, pionowe, podziemne kłącze.
LiścieLiście odziomkowe, nieliczne, równowąskie, zebrane w rozpostarte kępki, każda kępka otoczona błoniastymi pochwami. Blaszki liściowe o długości 10–20 cm i szerokości 2–8 mm. Pochwy o długości 3–8 cm i szerokości 5–8 mm, najbardziej dystalna sporadycznie włóknista.
KwiatyDość efektowne, pachnące, zebrane w baldach. Szypułki smukłe, długości 0,5–3 cm, wyrastające bezpośrednio ze skróconego kłącza, podziemne, pozbawione podsadek. Okwiat sześciolistkowy, o długości 5–10(–12) cm. Listki okwiatu białe, zrośnięte poniżej środka w długą, smukłą rurkę o długości (4–)5–8(–10) cm, wąsko podługowate, równej wielkości. Łatki rozpostarte, długości 2–2,5 cm i szerokości 3–7 mm. Sześć pręcików o nitkowatych nitkach, osadzonych w pobliżu wierzchołka rurki okwiatu, krótszych od łatek. Pylniki niemal obrotne, długości 4–6 mm, pękające do wewnątrz, często mocno zakrzywione lub zwinięte po pęknięciu. Zalążnia podziemna, trójkomorowa, jajowata, z położonymi przegrodowo miodnikami. Szyjka słupka nitkowata, wydłużona, trójdzielna, o krótkich łatkach.
OwoceOdwrotnie jajowate, trójkanciaste, dojrzewające pod ziemią torebki o długości 5–8 mm, pękające komorowo. Nasiona czarne, kanciaste, długości 3–4 mm.

## Biologia i ekologia
RozwójKwitną na wiosnę (od marca do czerwca). Kwiaty zapylane przez owady, w tym pszczolinki, pseudosmukliki i motyle z gatunku Erebia epipsodea. Po przekwitnięciu nadziemna część rośliny obumiera, a nasiona dojrzewają w ukrytych pod ziemią owocach. Sposób rozprzestrzeniania nasion z tak dojrzałych owoców nie został szczegółowo poznany. Według postawionych hipotez nasiona są uwalniane wraz z wietrzeniem gleby, wypychane na powierzchnię przez wzrost nowych pędów lub przenoszone przez mrówki lub inne owady.
SiedliskoRówninne zbiorowiska zaroślowe, preria, pustynie bylicowe, otwarte lasy górskie, na glebach piaszczystych do skalistych, na wysokości od 800 do 2400 m n.p.m.
Interakcje z innymi gatunkamiSą rośliną żywicielską dla wywołujących rdzę grzybów z gatunku Puccinia sporoboli, ciem z gatunku zmrocznik wędrowiec oraz dla mszyc z gatunku Abstrusomyzus leucocrini.
GenetykaLiczba chromosomów 2n = 22, 26, 28. Gatunek wykazuje heteromorfizm chromosomalny i pyłkowy. Populacje z regionu Gór Skalistych, Utah oraz środkowej i wschodniej Nevady zrzucają pyłek w monadach i mają liczbę monoploidalną x = 14, podczas gdy populacje ze skrajnie zachodniej Nevady, Kalifornii i Oregonu zrzucają pyłek w tetradach i mają x = 13.

## Systematyka
Pozycja systematycznaRodzaj z plemienia Anthericeae w podrodzinie agawowych Agavoideae w obrębie rodziny szparagowatych Asparagaceae. W systemie Kubitzkiego zaliczany do rodziny Anthericaceae.
Typ nomeklatorycznyHolotyp gatunku znajduje się w zielniku Graya (Gray Herbarium) na Uniwersytecie Harvarda.

## Zastosowanie
Tubylczy Amerykanie spożywali korzenie roślin z tego gatunku. 
Pajutowie i Szoszoni stosowali okłady ze sproszkowanych korzeni na rany i obrzęki.